# أسطورة سرجون
سرجون الأكدي أو سرجون الكبير أو ساروكان، وهو مؤسس الإمبراطورية الأكدية التي حكمت بلاد مابين النهرين، وتعرف سلالته بالسلالة السرجونية، حكم ما بين 2334 إلى 2279 قبل الميلاد، واستمر حكم سلالته الإمبراطورية الأكدية للفترة (721-612 ق.م)، وبعد ذلك أزاحتها سلالة جوتيان في الألفية الثالثة قبل الميلاد.
كان سرجون الأكدي أول ملك لإمبراطورية متعددة الأعراق بقيت هذه الإمبراطورية قوية بين القرنين العشرين والرابع والعشرين قبل الميلاد.
لم يحمل هذا الملك الأكدي الشهير الاسم الذي عُرف به “سرجون” بالولادة، وإنما هو الاسم الذي سُمِّي به عرشهُ، في الحقيقة يعود اسم سرجون إلى اللغة السامية وليست السومرية، اسمه الحقيقي مجهول فلا يوجد أي وثيقة أو لوح آثري يصرح به. فالأساطير التي حيكت حوله بقيت غير معروفة حتى عام 1867، عندما اكتشفها عالم الآثار السير هنري راولينسون، وذلك في مكتبة آشور بانيبال أثناء التنقيب في مدينة نينوى وتم نشرها عام 1870. عندما نشر السير هنري رولينسون -ضابط في الجيش البريطاني وباحث في شئون المشرق- «أسطورة سرجون» التي وجدها في مكتبة الملك الآشوري آشور بانيبال بينما كان ينقب عن مدينة نينوى القديمة في بلاد الرافدين عام 1867.
وتذكر الرقم الطينية المكتوبة باللغة السومرية والمكتشفة في مدينة نيبور عام 1974 الأسطورة، وتصور سرجون كحامل كأس للملك أور زبابا ثاني ملوك أسرة كيش الرابعة، كما تذكر الأسطورة الطريقة التي وصل بها سرجون إلى السلطة.

## الأسطورة
يُفترض أن أسطورة سرجون ، المحفورة بالخط المسماري على لوح من الطين، تمثل سيرته الذاتية، على الرغم من أنها غالبًا ما توصف بأنها فولكلور. يقرأ جزئياً:
كانت والدتي تتغير، والدي لم أكن أعرفه... لقد حملتني أمي في الخفاء، لقد أنجبتني في الخفاء. وضعتني في سلة من العجل، أغلقت الغطاء بالقطران. ألقت بي في النهر... حملني الماء إلى آكي، درج الماء. حملني للخارج وهو يغمس جرته في النهر، وأخذني كابن له، ورفعني، وجعلني بستاني.
وتذكر الاسطورة أيضاً:
ام البطل القومى تصنع سلة وتطليها بالقار... تضع الام ابنها الرضيع في السلة... وتلقى السلة بالنهر... لا يغرق الرضيع وانما تستمر السلة في الطفو على صفحة المياه... شخص يجد السلة فينتشلها من النهر ويخرج الرضيع... يقوم هذا الشخص المنقذ بتربية الرضيع... يكبر الطفل ويقود شعبه ويحقق لهم دولة كبيرة ومجدا عظيما.
ويتبين من الأسطورة أن سرجون ولد غير شرعي لكاهنة معبد من طبقة انتيم (البتول أو العذراء) في مدينة أزوبيرانو. وأن أمّه أبقت خبر حملها سِرّاً، حملت به ووضعته سراً واخفته في سلة مقيرة من الحلفاء وغطته ورمته في نهر الفرات ليتم اكتشافه فيما بعد.
فلم يغرقه النهر بل حمله إلى آكي سقّاء الماء الذي يعمل ساقياً في قصر الملك أور زبابا حاكم كيش، فأنتشله آكي بدلوه، ورباه واتخذه ولداً وعينه بستانياً عنده، وبينما كان يعمل بستانياً احبته الالهة عشتار. حيث تذكر الأسطورة أن عشتار - إلهة الرغبة والخصوبة والعواصف والحرب - زارت سرجون التي أحبته. وبإلهام منها، نهض من الظلام وأخذ العالم بعاصفة. من الواضح أن القصة تهدف إلى إظهار أن سرجون كان مخولًا لحكم بلاد ما بين النهرين، مهما كانت أصوله المتواضعة.
وتسرد لنا الأسطورة أيضاً، أن الآلهة عشتار هي من تولت رعاية سرجون الإلهية وهي من أخذت تحميه وتناصره مع زوجها الإله أشور حتى استطاع سرجون توحيد البلاد وتكوين أول إمبراطورية في التاريخ من أصل سامي على أسس عرقية ولغوية.
أصبح سرجون أخيراً ساقياً عند أور زبابا، وهو خادمٌ يجلب النبيذ للملك، وخدمه أيضاً بوصفه مستشاراً موثوقاً. لأسباب مجهولة شعر الملك بالتهديد من جانب سرجون وحاول التخلص منه، وجاءت الفرصة عندما أتى لوغال زاغيسي حاكم أوما (مدينة قديمة في جنوب العراق حاليًا) الذي هزم عدة دول في سومر وأحكم سيطرته عليها ليحتل كيش بعدها؛ فقام أور زبابا بإرسال سَرجون ليسلم له لوحاً طينياً من المفترض أن يحتوي على عرض سلامٍ نُقِش عليه، إلا أن اللوح احتوى رسالةً يطلب فيها أور زبابا من لوغال زاغيسي أن يقتل سرجون. وبطريقة ما فشلت المؤامرة وطلب الملك السومري لوغال زاغيسي من سرجون أن ينضم لحملته على المدينة.
هزم سرجون ولوغال زاغيسي كيش وخلعوا أور زابابا عن الحكم، لكن وبعد فترة وجيزة انهارت العلاقة بين لوغال زاغيسي وسرجون؛ إذ تشير بعض الروايات إلى أن سرجون أقام علاقةً جنسيةً مع زوجة لوغال زاجي سي. كيفما كان الأمر، فإن سَرجون استولى على أوروك من لوغال زاغيسي، ثم هزمه في معركة عند كيش.

### سرجون في الرقم الآشورية
ذكرت الرقم الآشورية في القرن السابع قبل الميلاد، أن سرجون ابن غير شرعي لكاهنة كبيرة، فقد أنجبته سراً وبعد ولادته وضعته في سلة واقفاً وتركته في نهر الفرات، وتم العثور عليه من قبل البستاني أكاي حيث قام بتربيته وتعليمه البستنة، وتذكر الأسطورة أن اسمه الأصلي لازيوم وولد في أزوبيرانو، ولايعرف سرجون والده البيولوجي.

## التشابه بين قصة الملك سرجون والنبي موسى
يرجع تاريخ اسطورة سرجون السومرية للالف الثالث قبل الميلاد، وبعد ما لايقل عن الف عام باقل تقدير ظهرت نفس تفاصيل القصة من جديد في التراث اليهودى المقدس عند حديثها عن موسى.
قد يكون موسى البطل القومى اليهودى شخصية حقيقية بالرغم من عدم وجود اى إشارة له في تراث المنطقة المعاصر الا ما جاء بكتب اليهود المقدسة، لكن مما لا شك فيه انه اضيفت لهذه الشخصية بعض الاساطير التي نسجها اليهود على منوال شخصية سرجون الاول، هذه الشخصية التاريخية التي استطاعت تأسيس امبراطورية ضخمة عرفت بمملكة أكد استمرت من 2350 ق.م إلى 2150 ق.م، ولقد نسجت حول هذا الملك العظيم اساطير وخرافات.
ظهر العبرانيون في المنطقة بعد أكثر من ألف سنة، ووكان أكبر حدث تاريخي لهم هو الأسر البابلي. حيث اطلعوا على حضارة وادي الرافدين وادخلوا الاساطير والميثولوجيا البابلية في تلمودهم لتصبح نصوصا مقدسة من اساطير الخلق والطوفان الذي لم يحدث سوى في بلاد الرافدين.
فنقرأ في التوراة عن قصة مولد بطل اليهود موسى، وكيف ان فرعون مصر امر بالقاء كل طفل ذكر عبرانى في النهر:
ثم امر فرعون جميع شعبه قائلا كل ابن يولد تطرحونه في النهر لكن كل بنت تستحيونها 
ثم نقرأ قصة مولد موسى في الخروج: وذهب رجل من بيت لاوي واخذ بنت لاوي، فحبلت المراة وولدت ابنا ولما راته انه حسن خباته ثلاثة أشهر، ولما لم يمكنها ان تخبئه بعد اخذت له سفطا من البردي وطلته بالحمر والزفت ووضعت الولد فيه ووضعته بين الحلفاء على حافة النهر، ووقفت اخته من بعيد لتعرف ماذا يفعل به، فنزلت ابنة فرعون إلى النهر لتغتسل وكانت جواريها ماشيات على جانب النهر فرات السفط بين الحلفاء فارسلت امتها واخذته، ولما فتحته رات الولد وإذا هو صبي يبكي فرقت له وقالت هذا من اولاد العبرانيين، فقالت اخته لابنة فرعون هل اذهب وادعو لك امراة مرضعة من العبرانيات لترضع لك الولد، فقالت لها ابنة فرعون اذهبي فذهبت الفتاة ودعت ام الولد، فقالت لها ابنة فرعون اذهبي بهذا الولد وارضعيه لي وانا اعطي اجرتك فاخذت المراة الولد وارضعته، ولما كبر الولد جاءت به إلى ابنة فرعون فصار لها ابنا ودعت اسمه موسى وقالت اني انتشلته من الماء،
فبحسب هذه القصة التوراتية خافت ام الطفل (الذي سيصير القائد والزعيم للامة اليهودية بعد ذلك) من فرعون ومن اوامره الملكية ولم تقدر ان تغرق ابنها في النهر فلجأت لحيلة فوضعت ابنها في سلة من البردى وتركتها تعوم على صفحة المياه حتى يعثر عليه أحد لربما يتعطف عليه وينتشله فتكتب الحياة لابنها، وبالفعل، وبحسب الرواية التوراتية لعبت الصدفة دورا كبيرا حيث تصادف ان يمر السفط العائم امام قصر ابنة الفرعون على ضفة النيل، وفي نفس الوقت تصادف ان ابنة الفرعون كانت تستحم. فلمأ رأت السفط العائم امرت باحضاره واكتشفت ان بداخله طفلا يبكى فتحننت عليه وقررت تبنيه وتربيته. وكانت اخت الطفل تراقب من بعيد مسيرة السفط، ورأت ما حدث من ابنة الفرعون فتقدمت اليها تعرض عليها ان تحضر امرأة عبرانية لارضاع الطفل فوافقت ابنة فرعون، وهكذا قامت الام بارضاع هذا الطفل بصفتها مجرد مرضعة ولم تفشى سر امومتها لابنة فرعون. وهكذا تربى الطفل في قصر ابنة فرعون بجوار امه مرضعته.
تكاد تكون هذه الاسطورة العبرانية الخاصة بمولد الطفل الذي سيكون له شأن عظيم عند اليهود متطابقة مع اسطورة مولد الطفل الأكدى سرجون الأول والذي كان له شأن عظيم عند الأكديين القدماء في الالف الثالث قبل الميلاد. فلما جاء اليهود بعد مئات والاف السنين اقتبسوا هذه الاسطورة القديمة بنفس تفاصيلها مع قليل من التعديلات لتناسب الثقافة العبرية.
وتسجل النقوش المسمارية، الأشورية والبابلية، أسطورة عن نشأته أشبه ما تكون بقصة مولد موسى. فيقال إن أم سرجون حبلت به وولدته سرًّا، ثم وضعته في سفط من الحلفاء وطرحته في النهر الذي التقطه منه عكس السِّقاء ورباه كابن له. ولما بلغ أشده، أصبح سياسياً داهية وقائداً عسكرياً محنكاً . عمل أولاً ساقياً لأورزابابا آخر ملوك كيش. وسرعان ما خلعه سرجون وتخلص من منافسه الآخر لوغال زاغيسى ملك أوروك، وأسس الأسرة الحاكمة الأكدية الأولى، ونقل عاصمته من كيش إلى أكد (حوالي 2360 - 2180 ق.م). وقد ظل حاكماً فيها ستاً وخمسين سنة . فكانت مملكته أول إمبراطورية عالمية في التاريخ. فقد أخضع كلاً من سومر حتى الخليج الفارسي، وبعد ذلك قام بعدة غزوات جعلت منه أسطورة. وقد ظلت أمجاده ومفاخره تسجل حتى عصر نبو نيد، أي على مدى أكثر من ألفي عام بعد وفاته .
وبمقارنة تاريخ سرجون هذا مع العبارة الموجزة: وكوش ولد نمرود الذي ابتدأ يكون جباراً في الأرض . وكان ابتداء مملكته بابل وأرك وأكد وكلنة في أرض شنعار . من تلك الأرض خرج أشور وبنى نينوى ورحوبوت عير وكالح، ورسن بين نينوى وكالح . هي المدينة الكبيرة ، يعتقد بعض العلماء أن سرجون الأول هو نفسه نمرود، ولكن ليس ثمة دليل قاطع على هذا.

ويقول الباحث التاريخى ايفار ليسنر:
وكان سرجون الأول وهوشخصية تاريخية ذات شهرة اسطورية، أول قائد عظيم استطاع توحيد هذه القبائل السامية وهزيمة المدن السومرية الواحدة تلو الأخرى، وبذلك اسس إمبراطورية أكد ودام عصره الذي يعرف بالحقبة الأكدية من 2350 إلى 2150 ق م .
وأصبح الملك إلها، والامبراطورية الاكادية مملكة قدسية ...
ويقال ان سرجون نفسه هو ابن لاايبو السامى، كما يقال ان امه كانت كاهنة. والحقيقة هي ان ما تذكره الاسطورة السومرية عنها يذكرنا بأسطورة موسى . فقد وضعت الكاهنة طفلها الرضيع في سلة صغيرة صنعت من اغصان الصفصاف وطليت بالقار، وألقت بها فوق مياه نهر الفرات، ثم عادت في هدوء إلى المعبد لتؤدى واجباتها. وعثر بستانى يدعى آكى على السلة الصغيرة، ومضت الايام واصبح الولد حامل كأس الملك اورزابابا ملك كيش. فما لبث ان خلع سيده عن عرشه ونصب نفسه حاكما على كيش بدلا منه ... ثم اخضع سرجون بأسرها حتى غسل اسلحته في النهاية في مياه الخليج الفارسى، وقبل ان تواتيه المنية كان قد وصل إلى البحر الأبيض المتوسط بل وإلى الاناضول أيضا واسس أول إمبراطورية واسعة في تاريخ العالم.
أما سبتينو موسكاتى فيشير إلى هذه الاساطير التي نسجت حول سرجون فيقول:
وكان مؤسس دولة أكد هو سرجون المشهور، الذي تقول عنه الاساطيرأانه كان بستانيا من قبل، وأنه ترك وهو طفل رضيع على مياه النهر ولكنأانقذ بمعجزة ...ولم تلبث قصة سرجون أن شملتها كما رأينا الاساطير والخرافات، ولكن الأعمال التي حققها فعلا وطدت دولة بابل قرنين من الزمان إلى أن اكتسحتها جحافل الجوتيين الهمجية.

## وصلات خارجية
- مقطع فيديو سرجون العظيم.. رضيع وضعته أمه بسلة ورمته بالنهر فأصبح أعظم إمبراطور في التاريخ وأول من وحّد العراق من اليوتيوب.
- ملف pdf كتاب إنجيل بابل، تأليف: خزعل الماجدي، الناشر: المؤسسة الوطنية للكتاب، الجزائر، تاريخ الإنشاء: 27 فبراير 2007 من مكتبة نور.
- موقع كتابات - صحيفة إخبارية إلكترونية شاملة مستقلة عراقية، هل موسى أسطورة أم نبي؟، الكاتب كامل علي، 17 يونيو 2019.